# Strephonota pulchritudo
Strephonota pulchritudo is een vlinder uit de familie van de Lycaenidae. De wetenschappelijke naam van de soort is voor het eerst geldig gepubliceerd in 1907 door Hamilton Herbert Druce. De soort is alleen bekend van de typelocatie Amazonas.